# Амофос
Амофо́с (скорочено від амоній та фосфор) — складне добриво, що застосовується як ефективне джерело нітрогену та фосфору для рослин.
Основним компонентом амофосу є дигідрофосфат амонію NH4H2PO4, також в ньому може бути присутня невелика кількість гідрофосфату амонію (NH4)2HPO4 (діамофосу).
За об'ємами виробництва амофос є одним з найбільш поширених фосфатних добрив, поступаючись лише діамофосу.

## Отримання
Складовими для отримання амофосу є безводний амоніак та ортофосфатна кислота, синтезована за методом вологого травлення:
{\displaystyle \mathrm {NH_{3}+H_{3}PO_{4}\longrightarrow NH_{4}H_{2}PO_{4}} }
Нині основним способом виробництва амофосу є метод компанії «Теннессі Веллі Ауторіті». Для підтримання водного балансу у реакційній системі вихідна ортофосфатна кислота повинна мати концентрацію, не меншу за 40% P2O5. Кислотою заповнюють ємність, обладнану мішалкою, — даний резервуар зветься переднейтралізатор (англ. preneutralizer). Зневоднений амоній пропускається дном ємності, розпочинаючи процес часткової нейтралізації кислоти. Тепло, що виділяється в результаті екзотермічної взаємодії, сприяє закипанню кислоти і вивільненню зайвої кількості води, утворюючи суспензію. Бажаним молярним співвідношенням NH3:PO4 є 1,4:1 — саме за цього значення розчинність продукту в даних умовах є найвищою. Витримуючи реакційну суміш у переднейтралізаторі, можна досягти вивільнення максимано можливої кількості води без втрати текучості суспензії. Зазвичай на виході з резервуару суспензія має температуру 115—125 °C і вміст води близько 16—20%. Далі вона подається на обертальні барабани для її висушування і гранулювання. Сюди ж поступово впорскується фосфатна кислота для досягнення рівного співвідношення NH3:PO4. Іншим варіантом є утворення початкової суспензії із співвідношенням 1:0,6 — вона також має прийнятну розчинність. В цьому випадку, для досягнення еквімолярності, на обертальні барабани подаватиметься додаткова кількість амонію.
Для виробництва амофосу негранулярного типу застосовується суспензія із співвідношенням N:P близько 1,3:1, яка поступово подається у контактний змішувач для взаємодії із кислотою та вивільнення води. В результаті утворюється порошкоподібний продукт із вмістом вологи 6%, залишкова кількість якої запобігає пилоутворенню і збільшує реакційну здатність амонію.

## Застосування
Амофос є подвійним, азотно-фосфорним добривом. Він містить 10—12% нітрогену і 46—50% Р2О5 у добрерозчинній формі. Добриво є ефективним при застосуванні під усі культури, його можна вносити для підживлення ґрунтів із низьким вмістом фосфору і підвищеним вмістом калію.
До недоліків амофосу відносять незбалансований масовий вміст у ньому нітрогену і фосфору (1:4). Це певною мірою обмежує можливість його використання як окремого, чистого добрива, тому амофос використовують у складі тукосумішей, оскільки він добре поєднується із багатьма стандартними добривами. Маючи біологічну кислотність, амофос підкислює ґрунт.